# Grad (gmina Brus)
Grad (cyr. Град) – wieś w Serbii, w okręgu rasińskim, w gminie Brus. W 2011 roku liczyła 80 mieszkańców.